# Rellotge Long Now
El rellotge Long Now és un invent de Danny Hillis, qui en una declaració optimista, proposa el rellotge com un repte per a la nostra societat de no extingir-nos. Considerava que, si l'edat de la nostra civilització és de 10.000 anys, necessitem com a comunitat un repte per a sobreviure 10.000 anys més: un rellotge del que els nostres descendents en tinguin cura. Per tant, és un mecanisme que es projecta cap al futur d'una manera material i que ens responsabilitza com a societat, ja que suposa un compromís davant la història, atès que ningú vol ser recordat com el destructor del rellotge pels seus descendents. Per tant, és una responsabilitat generacional davant el fracàs. També podríem considerar el rellotge com l'eina que ens permet recordar que si un mecanisme pot funcionar durant 100 segles, per què nosaltres com societat no podem seguir existint? Per tant, és una proposta per a sobreviure com a societat actual mitjançant projectes intergeneracionals que futurs coneixements puguin finalitzar.

Representació del mecanisme de la creu de malta, el qual fan servir els 20 engranatges del rellotge.

## Localització
Les dimensions del rellotge són importants: un total de 150 metres d'alçada. Aquesta excepcionalitat requereix que la seva situació també ho sigui. El rellotge es construirà dins d'una muntanya buida de pedra calcària, prop de Van Horn, a la serralada de Sierra Diablo, Texas. És un lloc de molt difícil accés, ja que només s'hi pot accedir per un túnel a 1500 metres d'altitud, és a dir, a la part més alta del desert. La localització en el cas del rellotge és molt important, ja que actuarà com a emmagatzematge d'un material que ha d'estar en bon estat durant 100 segles. Aquesta muntanya és el lloc ideal, ja que es troba en un desert sec i amb una temperatura que mantindrà en bon estat el rellotge. L'amenaça més important que pateix el rellotge és la humana, ja que és impredictible. Per això, s'ha construït en un lloc de molt difícil accés per als visitants, per la seva altitud i el seu dificultós camí. Els ideòlegs consideren el seu accés una espècie de pelegrinatge. Malgrat tot, aquesta solució és un projecte de futur, ja que encara no s'ha obert al públic.

## Història
El primer pas del projecte va ser construir un prototip que es va acabar, just a temps, la vigília de la nit de Cap d'Any de 1999. Davant d'una petita multitud, el rellotge es va introduir al nou mil·lenni, l'any 2000. Aquest pilot està exposat al Science Museum de Londres.
Després de 25 anys ideant el projecte, el febrer de 2018 es va iniciar la seva construcció gràcies a la inversió de Jeffrey Bezos, fundador d'Amazon, de 42 milions de dòlars. També ha donat a la causa el terreny on es construirà el rellotge.
Els dissenyadors del projecte esperen que sigui el primer de molts d'altres que s'aniran construint al llarg del temps. Avui en dia hi ha un segon lloc on es planteja construir el segon rellotge. Aquest es troba a Nevada, en un lloc rodejat de pins amb cinc mil·lennis d'antiguitat. Aquesta espècie de pins són l'organisme més longeu del planeta; per això, establiran allí el segon rellotge, ja que es tracta d'una zona amb espècies mil·lenàries.

## Mecanismes
El rellotge està format per materials resistents i estables que inclouen el titani, la ceràmica i l'acer inoxidable. Malgrat ser un rellotge clàssic, és molt sofisticat. Està format per diverses parts exposades al llarg d'un túnel molt profund, a causa de la seva altura.
La primera part del rellotge és el contrapès del sistema d'accionament del rellotge, format per una gran pila de discs de pedra que subministren l'energia per accionar el pèndol. A continuació, hi trobem un molinet horitzontal o un cabrestant com el torniquet de l'àncora d'un antic vaixell de vela. Aquesta és la part que interpel·la directament al visitant, ja que aquest haurà d'empènyer el capçal del rellotge i aixecar les seves pedres per tal d'activar el rellotge.
Seguidament, hi trobem els 20 engranatges que configuren el cos del rellotge. Aquests tenen una mida considerable: cada un mesura 2,5 metres de diàmetre i pesen 453 kg. Són els responsables de les melodies que els timons faran sonar en l'interior de la muntanya. Les melodies de les campanes mai seran les mateixes, d'acord amb el pensament del temps com un objecte progressiu en comptes de reciclat. Podríem dir que els engranatges configuren gairebé un sistema informàtic, gràcies a un elaborat sistema de ranures i corredisses que realitzen una sèrie de càlculs digitals per generar 3,5 milions de melodies diferents, semblant doncs a la màquina diferencial de Babbage. El rellotge és doncs l'únic mecanisme que pot calcular sense electricitat, convertint-se així en l'ordinador més lent del món. Aquests engranatges funcionen amb el mecanisme de la Creu de Malta el qual converteix un moviment circular continu en un moviment circular discontinu.
Finalment, a la part superior del túnel hi trobem la cara del rellotge, d'uns 2,5 metres de diàmetre. Aquest mostra els cicles naturals del temps astronòmic, el ritme de les estrelles i els planetes, entre d'altres. També compleix la funció bàsica d'un rellotge: donar l'hora del dia; però no és tan fàcil. El visitant hi trobarà l'hora del dia que era quan l'última persona el va visitar. Això es deu a un conscient estalvi d'energia, ja que el moviment de marcatge consumeix menys energia que els mecanismes que activen les campanes. Per a veure l'hora correcta, has de fer girar el molinet horitzontal que hem mencionat a l'inici, fins a un cert punt, on s'aturarà i mostrarà l'hora i la data actuals. Malgrat això, el rellotge està dissenyat per funcionar durant 10.000 anys encara que ningú el visiti, és a dir, sense rebre visites. Si durant un llarg període ningú l'actualitza, el rellotge obtindrà l'energia a partir de les diferències de temperatura entre dia i nit. La llum solar entrarà per una finestra de safir orientada cap al sud situada dalt de la muntanya, i escalfarà una cambra d'aire que acabarà fent girar un cilindre de grafit. Aquest sistema subministrarà energia suficient per mantenir el pèndol en moviment, i a més servirà per corregir l'hora del rellotge a partir de la posició del Sol al migdia. Per tant, és el primer rellotge a gran escala que funcionarà amb energia tèrmica.
Altres parts del rellotge es troben a les fosques. Tenint en compte que el rellotge tan sols disposa d'un únic punt de llum situat a la part superior del túnel, la majoria de les seves parts es troben a les fosques o en penombra. Més endins hi trobem el pèndol, envoltat per un escut de vidre de quars, per evitar pols o moviments d'aire. És un conjunt de titani de gairebé 2 metres que finalitza amb pesos de titani de mida futbolística. Aquest oscil·larà, amb un període de 10 segons, impulsat per un típic mecanisme d'escapament i amb l'energia subministrada pel gran pes de pedra que hem mencionat a l'inici.

## Temps
El sistema d'engranatges d'acord amb els mecanismes de la Creu de Malta fan que el temps sigui molt més precís que si ho comparem amb els engranatges convencionals. Aquesta precisió és fonamental, ja que el rellotge calcula diversos tipus de temps alhora.
Aquest rellotge estaria dividit en mil·lennis, en comptes d'hores, i utilitzaria els segles com a minuts i els anys com a segons.